# Manambondro
Manambondro is een plaats en commune in het zuiden van Madagaskar, behorend tot het district Vangaindrano, dat gelegen is in de regio Atsimo-Atsinanana. Tijdens een volkstelling in 2001 telde de plaats 15.000 inwoners.
Bij de plaats is een lokaal vliegveld. De plaats biedt naast lager onderwijs ook middelbaar onderwijs aan. 98 % van de bevolking werkt als landbouwer en 1% verdient zijn brood als visser. Het belangrijkste landbouwproduct is rijst; andere belangrijke producten zijn koffie, kruidnagelen en maniok. Verder is 1 % actief in de dienstensector.
- Library of Congress Control Number: no2003121222
- Nationale Bibliotheek van Israël: 987007496627405171
- Virtual International Authority File: 156285807